# M'accrocher ?
Pistes de Le Québec est mort, vive le Québec!
Tous les jours Occupation double
M'accrocher ? est une chanson du groupe québécois Loco Locass et la chanson thème du film Tout est parfait. La pièce traite du suicide chez les jeunes et relate les tourments d’un adolescent qui songe à en finir.

## Historique
Le 10 février 2008, les téléspectateurs de l'émission Tout le monde en parle ont pu entendre un court extrait de la pièce, alors que Guillaume Vigneault et Yves Christian Fournier venaient présenter leur film Tout est parfait. Ce ne fut qu'à la sortie québécoise du film le 15 février 2008 (7 janvier 2009 en France) que les fans de Loco Locass ont pu entendre la chanson.  
Lancé le 20 février 2008, le clip est réalisé par Martin Fournier et tourné dans un gymnase scolaire de Laval grâce à la collaboration d'une centaine d'élèves de l'école St-Louis et du Collège Letendre. Aussitôt, le clip figure au 5 à 5 et consacré BuzzClip de la semaine à la chaîne MusiquePlus. Il est également nommé dans la catégorie Vidéoclip de l’année au Gala de l'ADISQ. Fin septembre 2008, le clip est présenté lors du Festival international du film francophone de Namur (Belgique), à l’occasion d’une séance spéciale de vidéoclips musicaux. 
La pièce a été nommée au 29e prix Génie qui a eu lieu à Ottawa le 4 avril 2009 pour la meilleure chanson originale et figurera sur le prochain album du groupe.